# 佐々木譲
佐々木 譲（ささき じょう、1950年3月16日 -）は、日本の作家。本名は同じ漢字で「ささき ゆずる」と読む。東京農業大学客員教授。日本アレンスキー協会の名誉会長。

## 経歴
北海道夕張市生まれ。北海道中標津町在住。父親は択捉島出身、母親は樺太からの引き揚げ者であった。幼時に札幌市へ移り、北海道札幌月寒高等学校卒業。広告代理店や本田技研で広告関連の仕事に従事した後、1979年『鉄騎兵、跳んだ』で文藝春秋「オール讀物新人賞」を受賞し、作家デビュー。同作は映画化もされ評判となった。若い頃はジュブナイル小説も手がけていたが、近年は歴史や犯罪を題材とした重厚な作風で知られる。近年は電子絵本の制作や自作の舞台化にも積極的である。また、直木賞をはじめ数々の文学賞を受賞している。

## 受賞・候補歴
- 1979年 - 『鉄騎兵、跳んだ』でオール讀物新人賞を受賞し、作家デビュー。
- 1989年 - 『ベルリン飛行指令』で第100回直木賞候補。
- 1989年 - 『ベルリン飛行指令』で第42回日本推理作家協会賞候補。
- 1990年 - 『エトロフ発緊急電』で第43回日本推理作家協会賞長篇部門・第8回日本冒険小説協会大賞・第3回山本周五郎賞を受賞。
- 1995年 - 『ストックホルムの密使』で第13回日本冒険小説協会大賞を受賞。
- 2002年 - 『武揚伝』で第21回新田次郎文学賞を受賞。
- 2004年 - 『天下城』で第10回中山義秀文学賞候補。
- 2008年 - 『警官の血』で第138回直木賞候補、第26回日本冒険小説協会大賞受賞、2008年版『このミステリーがすごい!』で1位。
- 2010年 - 『廃墟に乞う』で第142回直木賞受賞。高卒の作家としては6年ぶりの快挙であった。また、デビュー30年目のベテランによる受賞は32年目の白石一郎(第94回)に次ぐ記録であった。
- 2016年 - 第20回日本ミステリー文学大賞を受賞。
- 2019年 - 「道警シリーズ」で第5回吉川英治文庫賞候補。

## 作品の特徴
社会派エンターテインメントで広く知られる。「真夜中の遠い彼方（後に「新宿のありふれた夜」と改題）」では暴力団・ボートピープル・違法入国労働者など、「夜にその名を呼べば」では冷戦・警察など、国内外の情勢に取材した作品で知られる。のち、出身地の北海道警を舞台とした「うたう警官（のちに『笑う警官』に改題）」や警官家族の3代にわたる歴史を描いた「警官の血」などの警察小説も、傾向のひとつとなっている。西部劇映画のファンであり、「蝦夷地三部作」シリーズは、開拓期の北海道をアメリカの西部開拓時代に見立て、西部劇の趣向を導入している。

## 作品リスト

### 第二次大戦三部作
- ベルリン飛行指令（1988年10月 新潮社 / 1993年1月 新潮文庫）
- エトロフ発緊急電（1989年10月 新潮社 / 1994年1月 新潮文庫 / 2004年6月 双葉文庫〈日本推理作家協会賞受賞作全集62〉）
- ストックホルムの密使（1994年10月 新潮社 / 1997年12月 新潮文庫【上・下】）

### 蝦夷地三部作
- 五稜郭残党伝（1991年1月 集英社 / 1994年2月 集英社文庫）
- 雪よ荒野よ（1994年10月 集英社 / 1997年11月 集英社文庫）
- 北辰群盗録（1996年11月 集英社 / 1999年12月 集英社文庫 / 2022年10月 光文社文庫）

### 幕末四部作
- 武揚伝（2001年7月 中央公論新社【上・下】 / 2003年9月 - 12月 中公文庫【1・2・3・4】 / 2015年11月 中央公論新社【決定版 上・中・下】 / 2017年11月 中公文庫【決定版 上・中・下】）
- くろふね（2003年9月 角川書店 / 2008年7月 角川文庫）
- 英龍伝（2018年1月 毎日新聞出版 / 2020年10月 毎日文庫）
- 左太夫伝（2024年8月 毎日新聞出版社）

### 道警シリーズ
- うたう警官（2004年12月 角川春樹事務所）
  - 【改題】笑う警官（2007年5月 ハルキ文庫）
- 警察庁から来た男（2006年12月 角川春樹事務所 / 2008年5月 ハルキ文庫）
- 警官の紋章（2008年12月 角川春樹事務所 / 2010年5月 ハルキ文庫）
- 巡査の休日（2009年10月 角川春樹事務所 / 2011年5月 ハルキ文庫）
- 密売人（2011年8月 角川春樹事務所 / 2013年5月 ハルキ文庫）
- 人質（2013年1月 角川春樹事務所 / 2014年5月 ハルキ文庫）
- 憂いなき街（2014年4月 角川春樹事務所 / 2015年8月 ハルキ文庫）
- 真夏の雷管（2017年7月 角川春樹事務所 / 2019年7月 ハルキ文庫）
- 雪に撃つ（2020年12月 角川春樹事務所 / 2022年5月 ハルキ文庫）
- 樹林の罠（2022年12月 角川春樹事務所）
- 警官の酒場（2024年2月 角川春樹事務所）

### 駐在警官・川久保篤シリーズ
- 制服捜査（2006年3月 新潮社 / 2009年1月 新潮文庫 / 埼玉福祉会 大活字本シリーズ【上・下】） - 連作短編集
- 暴雪圏（2009年2月 新潮社）

### 警官の血シリーズ
- 警官の血（2007年9月 新潮社【上・下】 / 2010年1月 新潮文庫【上・下】）
- 警官の条件（2011年9月 新潮社 / 2014年2月 新潮文庫）

### 特命捜査対策室シリーズ
- 地層捜査（2012年2月 文藝春秋 / 2014年7月 文春文庫）
- 代官山コールドケース（2013年8月 文藝春秋 / 2015年12月 文春文庫）
- 秋葉断層（2024年11月 文藝春秋）

### その他の小説

#### 1980年代
- 鉄騎兵、跳んだ（1980年8月 文藝春秋 / 1986年5月 徳間文庫 / 2010年5月 文春文庫）
- 振り返れば地平線（1982年9月 CBSソニー出版 / 1986年10月 集英社文庫）
- あこがれは上海クルーズ（1984年4月 コバルト文庫 / 1997年9月 集英社）
- 死の色の封印（1984年5月 トクマ・ノベルズ / 1989年6月 徳間文庫）
- 真夜中の遠い彼方（1984年11月 大和書房 / 1987年3月 集英社文庫 / 1992年3月 天山文庫）
  - 【改題】新宿のありふれた夜（1996年1月 スコラ・ノベルズ / 1997年10月 角川文庫）
- そばにはいつもエンジェル（1984年12月 コバルト文庫 / 1997年9月 集英社）
- いつか風が見ていた（1985年4月 CBSソニー出版）
  - 【改題】タイム・アタック（1988年4月 集英社文庫） - 2篇を追加収録
- 夜を急ぐ者よ（1986年8月 集英社 / 1990年7月 集英社文庫 / 2009年12月 ポプラ文庫 / 2010年7月 集英社文庫）
- ベイシティ恋急行（1986年12月 コバルト文庫）
  - 【改題】湾岸道路は眠らない（1997年9月 集英社）
- 白い殺戮者（1986年12月 トクマ・ノベルズ / 1991年8月 徳間文庫）
- 南の風にモーニン（1987年3月 CBSソニー出版 / 1991年2月 集英社文庫）
- 犬どもの栄光（1987年8月 集英社 / 1990年8月 集英社文庫）
- きみの素敵なサクセス【短編集】（1987年10月 集英社文庫）
- 仮借なき明日（1989年1月 集英社 / 1992年2月 集英社文庫 / 2010年4月 集英社文庫）
- マンハッタンの美徳（1989年8月 集英社文庫） - 中短編集

#### 1990年代
- 愚か者の盟約（1991年7月 講談社 / 1993年8月 講談社文庫 / 2009年9月 ハヤカワ文庫JA）
- ハロウィンに消えた（1991年9月 日本経済新聞社 / 1995年9月 カドカワノベルズ / 1996年10月 角川文庫）
- サンクスギビング・ママ【短編集】（1992年1月 スイッチパブリッシング / 1995年4月 新潮文庫 / 2008年6月 扶桑社文庫）
- 夜にその名を呼べば（1992年3月 早川書房 / 1995年5月 ハヤカワ文庫JA / 2008年5月 ハヤカワ文庫JA）
- ネプチューンの迷宮（1993年8月 毎日新聞 / 1997年2月 新潮文庫 / 2001年12月 徳間文庫 / 2008年9月 扶桑社文庫）
- きょうも舗道にすれちがう【連作短編集】（1994年2月 中央公論社 / 2000年9月 中公文庫）
- 勇士は還らず（1994年10月 朝日新聞社 / 1997年11月 朝日文芸文庫）
- 昭南島に蘭ありや（1995年8月 中央公論社 / 1998年4月 C★NOVELS / 2001年11月 中公文庫【上・下】 / 2008年7月 中公文庫【上・下】）
- 飛ぶ想い【短編集】（1995年11月 中央公論社）
- 総督と呼ばれた男（1997年6月 集英社 / 2000年8月 集英社文庫【上・下】）
- ワシントン封印工作（1997年12月 新潮社 / 2000年12月 新潮文庫 / 2010年10月 文春文庫）
- ステージドアに踏み出せば（1998年5月 集英社 / 2002年6月 集英社文庫）
- 牙のある時間（1998年8月 マガジンハウス / 2000年7月 ハルキ文庫）
- 鷲と虎（1998年10月 角川書店 / 2001年9月 角川文庫）
- 屈折率（1999年12月 講談社 / 2003年1月 講談社文庫 / 2018年3月 光文社文庫）

#### 2000年代
- 黒頭巾旋風録（2002年8月 新潮社 / 2005年6月 新潮文庫 / 2011年3月 徳間文庫）
- 疾駆する夢（2002年11月 小学館 / 2006年7月 小学館文庫【上・下】）
- 帰らざる荒野（2003年4月 集英社 / 2006年4月 集英社文庫）
- ユニット（2003年10月 文藝春秋 / 2005年12月 文春文庫）
- 天下城（2004年3月 新潮社【上・下】 / 2006年10月 新潮文庫【上・下】）
- 駿女（2005年11月 中央公論新社 / 2008年11月 中公文庫）
- 廃墟に乞う（2009年7月 文藝春秋 / 2012年1月 文春文庫） - 連作短編集、2010年第142回直木賞

#### 2010年代
- 北帰行（2010年1月 角川書店 / 2012年9月 角川文庫）
- カウントダウン（2010年9月 毎日新聞社 / 2013年11月 新潮文庫）
- 婢伝五稜郭（2011年1月 朝日新聞出版 / 2013年10月 朝日文庫）
- 回廊封鎖（2012年8月 集英社 / 2015年10月 集英社文庫）
- 獅子の城塞（2013年11月 新潮社 / 2016年4月 新潮文庫）
- 砂の街路図（2015年8月 小学館 / 2018年11月 小学館文庫）
- 犬の掟（2015年9月 新潮社）
  - 【改題】警官の掟（2018年4月 新潮文庫）
- 沈黙法廷（2016年11月 新潮社 / 2019年10月 新潮文庫）
- 抵抗都市（2019年12月 集英社 / 2022年1月 集英社文庫）

#### 2020年代
- 図書館の子（2020年7月 光文社 / 2023年5月 光文社文庫）
- 降るがいい（2020年8月 河出書房新社）
- 帝国の弔砲（2021年2月 文藝春秋）
- 偽装同盟（2021年12月 集英社） - 『抵抗都市』続編
- 裂けた明日（2022年8月 新潮社）
- 闇の聖域（2022年11月 KADOKAWA）
- 時を追う者（2023年5月 光文社）

### ノンフィクション
- 冒険者カストロ（2002年9月 集英社 / 2005年11月 集英社文庫）
- 幕臣たちと技術立国 江川英龍・中島三郎助・榎本武揚が追った夢（2006年5月 集英社新書）
- わが夕張 わがエトロフ（2008年9月 北海道新聞社）
- 幻影シネマ館（2008年12月 マガジンハウス）

### 絵本
- サーカスが燃えた（2020年6月 角川春樹事務所） - 絵：中島梨絵

## メディア化

### 映画
- 1980年 『鉄騎兵、跳んだ』 にっかつ（出演：石田純一・熊谷美由紀）
- 1990年 『われに撃つ用意あり READY TO SHOOT』 松竹（出演：原田芳雄・桃井かおり）原作：真夜中の遠い彼方→新宿のありふれた夜
- 2009年 『笑う警官』 東映（出演：大森南朋・松雪泰子）

### テレビドラマ
- 1993年 『エトロフ遥かなり』 NHK （出演：沢口靖子、永澤俊矢、阿部寛）
- 1995年 『ストックホルムの密使』 NHK （出演：沢口靖子、永澤俊矢、イーゴリー・ワシレンコ）
- 2006年 『ユニット』 テレビ朝日・共同テレビ （主演：緒形直人）
- 2009年 『警官の血』 テレビ朝日（主演：江口洋介・吉岡秀隆・伊藤英明）
- 北海道警察シリーズ TBS（主演：財前直見、原作：道警シリーズ）
  - 2011年 『巡査の休日』
  - 2013年 『笑う警官』
  - 2014年 『人質』
  - 2015年 『密売人』
- 2013年 『制服捜査』 TBS（主演：内藤剛志）
- 2015年 『警視庁特命刑事☆二人』 テレビ東京（主演：松重豊、原作：特命捜査対策室シリーズ）
- 2017年 『沈黙法廷』WOWOW（主演：永作博美）

### Vシネマ
- 1990年 『暴力列島 ダーティーマネージャック』 東映（原作：『夜を急ぐ者よ』 監督：中田新一 出演：名高達郎、増田恵子、大杉漣）

### 漫画
- 真夜中の遠い彼方（作画：藍まりと、1992年4月、扶桑社）
- ベルリン飛行指令（作画：望月三起也、1993年9月、ホーム社）

### ラジオドラマ
- 獅子の城塞（2014年1月20日 - 31日、NHK-FM放送）
- 天下城（2017年11月13日 - 24日、NHK-FM放送）
- 武揚伝（2018年10月8日 - 26日、NHK-FM放送）